# Celedonio José de Arpe
Celedonio José de Arpe Caballero (Sevilla, 1868-Sevilla, 1927) fue un periodista y escritor español.

## Biografía

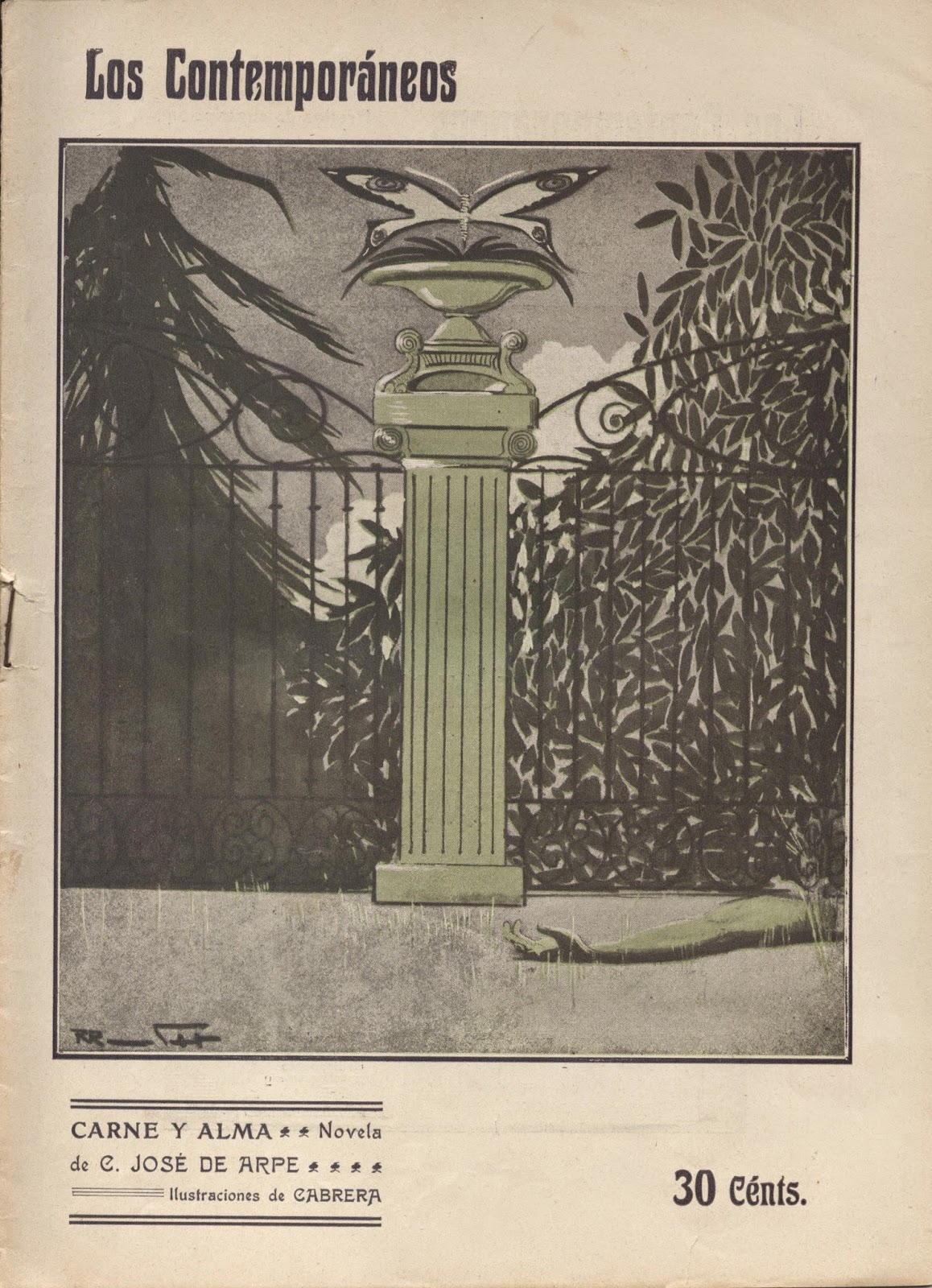
Carne y alma (Los Contemporáneos, 1910)

Habría nacido en 1868 en Sevilla. Comenzó en Almería el ejercicio de su profesión, colaborando asiduamente en La Crónica Meridional. En el terreno periodístico se desempeñó como redactor de El Resumen y, más tarde, del Heraldo de Madrid, en el que llegó a ser jefe de redacción. Autor de obras dramáticas, escribió las zarzuelas Mi niño, El Rosario de Coral y Delirio de grandezas.
Miembro de la Asociación de la Prensa de Madrid desde 1897, fue colaborador de las revistas Blanco y Negro (1891) y El Gato Negro (1898). Ejerció también como cronista taurino, bajo el seudónimo «José de las Trianeras», y escribió la novela corta Carne y alma, publicada en la colección literaria Los Contemporáneos en 1910.
Falleció en su ciudad natal a comienzos de 1927 y sus restos fueron enterrados en el cementerio de San Fernando.